# Iveta Jiříčková
Iveta Jiříčková (* 18. srpna 1987 Semily) je česká herečka.

## Počátky
Narodila se v Semilech, kde absolvovala Gymnázium Ivana Olbrachta. V roce 2011 vystudovala činoherní herectví na Divadelní fakultě Janáčkovy akademie múzických umění v Brně.

## Kariéra
Poprvé se před kamerou objevila v roce 2008, a to konkrétně ve filmu Rudý Baron. Zahrála si také ve filmové adaptaci díla Karla Hynka Máchy s názvem Máj.
Největší role pak přišla v roce 2013, když byla obsazena do role dispečerky Áni v seriálu Sanitka 2.

## Filmografie

### Filmy
- 2008 – Rudý baron, Máj
- 2009 – Hodinu nevíš..., 3 dny
- 2010 – Nevěř jí, Muzika, Jablka v županu
- 2011 – Guláš, Marie, Dřepy v peří
- 2012 – BKA 49-77
- 2013 – Já tam mám tělo

### TV filmy
- 2009 – Nepolepšitelný

### TV seriály
- 2013 – Sanitka 2
- 2017 – Labyrint 2